# مصرف الاقتصاد للاستثمار والتمويل
 مصرف الاقتصاد للاستثمار والتمويل  مصرف عراقي أهلي أُسس عام 1999،  يبلغ رأس المال للمصرف 252 مليار دينار.